# حزب الاتحاد السرياني

## تعريف الحزب
هو حزب سياسي سرياني انطلق من سوريا ويعمل على تمثيل الشعب السرياني في سوريا والدفاع عن حقوقه القومية بالتعاون مع جميع الجهات والأحزاب السياسية السريانية داخل وخارج سوريا.
تشكل الحزب في سوريا نتيجة الظروف والمتغيرات السياسية التي يعيشها العالم في الفترة الأخيرة، فمن خلال الصراعات التي نشأت بين القوى العظمى والتركيز على قضايا الشعوب المضطهدة ومنها شعبنا السرياني الذي عانى كثيرا من الأنظمة المستبدة في الشرق الأوسط ومن السياسات الإنكارية التي مورست ولا تزال تمارس بحقه، محاولة تشويه تاريخه العريق وطمس هويته القومية والحضارية، لكن وعي الشعب السرياني صاحب التاريخ والثقافة العريقتين دفعه للدفاع عن هويته من خلال تكتلات اجتماعية في بادئ الأمر والتي شكلت النواة لقيام حزب الاتحاد السرياني الذي استفاد من سقوط عدد من الأنظمة الاستبدادية في المنطقة كنظام صدام حسين وحركة طالبان وتخفيف الضغط على الحركات السياسية والاجتماعية والمدنية التي تشكلت حديثا من قبل الأنظمة الأخرى .
هكذا ونتيجة هذه الظروف تقرر تأسيس حزب الاتحاد السرياني في 1/10/2005 آخذا على عاتقه المشاركة في تمثيل الهوية السريانية للشعب السرياني الذي عاش في بلاد ما بين النهرين عبر آلاف السنوات مشكلا حضارات عريقة وبأسماء مختلفة (سرياني، آشوري، كلداني، آرامي) والعمل على تنظيمه وتهيئته للمشاركة بفاعلية في الحياة السياسية وإدارة الدولة ونقل سوريا إلى مستقبل أفضل ضمن نظام ديمقراطي تعددي، وإن خصوصية الحزب نابعة من القيم التاريخية والثقافية والتراثية للشعب السرياني، التي جعلته حريصاً على قيادة الشعب السرياني ليصل إلى مستوى الشعوب الحرة ويأخذ مكانته وبكل كرامة بين هذه الشعوب ويشارك في بناء الدولة السورية من أجل الإسهام في تحقيق الديمقراطية لرفع شأن سورية بين الأمم، حيث يناضل وبالوسائل الديمقراطية والحضارية ضد السياسات الإنكارية والقمعية التي تعرض لها الشعب السرياني، ويدافع عن حق الشعب السوري للوصول إلى نظام تعددي مدني مسالم، ولتقوية دور الفرد في المجتمع وممارسة حقه بشكل ديمقراطي للنهوض بمجتمع مبني على أسس ديمقراطية يحترم حقوق الإنسان والقوانين الدولية، كما يسعى الحزب إلى تطوير وتعزيز روابط الصداقة بين جميع فئات ومكونات المجتمع السوري وتحقيق المساواة والسلام بينها، ويعتبر الأسماء والمذاهب واللهجات المتعددة الموجودة بين المكون السرياني وبقية الشعب السوري غنىً ثقافياً لهذا المجتمع، ويقوم بتنظيم الشعب السرياني والدفاع عن حقوقه القومية وبشكل ديمقراطي وضمن القوانين والدساتير المعترف بها من قبل الأمم المتحدة ويدافع عن حقوق الشعب السرياني المتواجد في لبنان والعراق وتركيا وإيران وذلك بالتعاون المشترك بين مؤسسات وأحزاب شعبنا السرياني المتواجد في تلك الدول.

## الوطن الأصلي للشعب السرياني
بلاد ما بين النهرين واحدة من أولى المناطق التي تحولت إلى وطن للتجمعات الإنسانية في عالمنا كونها منطقة مناسبة لاستمرار الحياة البشرية فيها، وتتشكل الحدود الجغرافية لبلاد ما بين النهرين من نهري الفرات ودجلة، ومن الأراضي التي أحياها هذان النهران، ومن البقعة الجغرافية المحيطة بهما.
وقد عُرفت بلاد ما بين النهرين بأسماء العديد من الإمبراطوريات والشعوب حتى مجيء المقدونيين عام 300 ق. م. عندما أطلقوا على الأراضي الموجودة بين نهري دجلة والفرات اسم Mesopotamia / ميزو بوتاميا / أي ما بين النهرين، وأما الشعب السرياني فقد أطلق على هذه الأراضي اسم (بيث نهرين) التي تعني باللغة العربية بلاد ما بين النهرين.
نشأ الشعب السرياني في وطنه التاريخي بلاد ما بين النهرين وتطور فيه. ولا يمكن الكشف عن الحقيقة التاريخية والمعاصرة للشرق الأوسط ولبلاد ما بين النهرين دون فهم خصائص المجتمع السرياني الذي أقام حضارته في الجغرافية الممتدة من جبال زاغروس شرقاً وحتى البحر الأبيض المتوسط غرباَ ومن جبال طوروس شمالاً حتى خليج البصرة جنوباً حيث حافظوا على تراثهم وثقافتهم عبر العصور.
إن الذي يهب الحياة لهذه المناطق هو أنهارها وسهولها وجبالها وبحرها، إذ تعد إحدى أهم المناطق في العالم من حيث ما تمتلكه من ثروات داخل الأرض وعلى سطحها (الماء، النفط، الزراعة...) وتتقاطع في هذه المنطقة كافة الطرق التجارية (طرق البهارات وطرق الحرير) قديماً، وحديثاً القادمة من الشرق الأقصى، وتمتلك مكانة جيوستراتيجية هامة إلى أبعد درجة، كما أن بيئتها هامة جداً من حيث امتلاكها لأخصب الأراضي في العالم ولثرواتٍ حيويةٍ هامةٍ جداً مما جعلها تُعرف بجنة الأرض، مما أهّلها لأن تكون مهداً للحضارة، وقد أصبحت الوطن الأم لحضارة مزدهرة من خلال جذبها لأقوام وشعوب مختلفة وتمازجت فيها ثقافات هذه الشعوب وتداخلت فيما بينها.
لقد تطورت ثقافة بلاد ما بين النهرين الوطن الأم للشعب السرياني، بجهود هذا الشعب الذي ضرب جذوراً راسخة وعميقة في هذه البقعة الجغرافية من خلال الحضارة التي أقامها والثقافة والأوابد الفنية التي أبدعها طوال آلاف السنين، ولهذا السبب نستطيع القول إن تاريخ الشعب السرياني يتكامل مع تاريخ بلاد ما بين النهرين.
أما في يومنا هذا فيعيش الشعب السرياني محافظاً على ثقافته في كل من سوريا ولبنان ووسط وشمال العراق وفي منطقة أورميا الإيرانية ومناطق جنوب شرق تركيا.

## الأسماء التي أُطلقت على الشعب السرياني
يعد الشعب السرياني واحداً من الشعوب الأصيلة القديمة في سورية وبلاد الرافدين، وهو تركيب لثقافة عريقة حيث تحول السريان إلى شعب أوجد لغته وقيمه الثقافية منذ الألف الرابع قبل الميلاد، فالشعب السرياني ليس مجموعة من البشر الذين هاجروا من مناطق عديدة واستقروا في سورية وبلاد الرافدين، بل هو شعب أصيل عاش طوال تاريخه في هذه الجغرافيا ولهذا السبب يمتلك تاريخاً غنياً وراسخاً بين شعوب المنطقة.
إن أجداد السريان (الآشوريون والآراميون والكلدانيون) أرسوا الأسس الثقافية لمنطقة الشرق الأوسط من خلال الاكتشافات التي وصلوا إليها على صعيد السياسة والدين والثقافة والاقتصاد والتقنية والعلم، ولعبوا أيضاً دوراً بارزاً في ازدهار الحضارة العالمية، وأما مرحلة تشكل السلطة السياسية وتأسيس الدولة فقد بدأت بشكل أساسي في بلاد ما بين النهرين مع تأسيس الدولة الأكادية عام 2350 ق. م.
لقد استطاعت هذه الثقافة بالرغم من كافة الصعوبات أن تحافظ على لغتها الخاصة طوال ستة آلاف عام على الأقل (التاريخ المعروف)، وأن تحافظ على ثقافاتها المتعددة وعلى حياتها المستقرة في نفس الجغرافيا، وحتى عام / 539 / ق. م. لعب الشعب السرياني دوراً كبيراً على الساحة السياسية العالمية وفي منطقة الشرق الأوسط، وذلك بأسماء متعددة (أكاد - آشور - بابل - كلدان...) وكان آخر تكوين سياسي له في مدينة الرها (اورفا التركية حالياً) بقيادة الملوك الأباجرة والتي دامت حتى عام / 244 / م.
استخدمت أسماء عديدة مثل (الآشوريين والآراميين والكلدانيين والسريان والمارونيين والملكيين والنساطرة واليعقوبيين والمحلميين) للتعريف بالسريان في الأدبيات السياسية والدينية منذ المراحل التاريخية المختلفة وحتى يومنا هذا. وقد استُخدمت أسماء مثل ماروني - ملكي - نسطوري - يعقوبي إما على اسم أحد القادة الذين لعبوا دوراً بارزاً في تلك الفترة، وإما كلقب. وتعتبر أسماء الآشوريين والآراميين والكلدانيين والسريان أسماءً تدل على نفس الشعب والثقافة من حيث الجذر الثقافي لهذه الأسماء.
ولأن الشعب السرياني لم يكن تابعاً لدين واحد أو لمذهب واحد فقد كان التسامح هو اللبنة الأساسية التي أقيمت عليها الوحدة الاجتماعية التي تربط فئات الشعب بعضها البعض. ولكن بعض فئات الشعب كانت تنظر إلى معظم هذه الأسماء على أنها مجرد ألقاب ورفضتها، وليس الهدف من وراء استخدامنا لهذه الأسماء هو لصقها بالآخرين بل من أجل إجراء تحديد واضح ملموس لتاريخ المجموعات والفئات التي برزت عبر المرحلة التاريخية الطويلة لهذا الشعب.

## وصلات خارجية
http://www.gabohs.com/index.php?option=com_content&view=category&layout=blog&id=1&Itemid=2